# Mark Dodd
Mark Dodd (Dallas, 14 de setembro de 1965) é um ex-futebolista profissional estadunidense que atuava como goleiro.

## Carreira
Mark Dodd se profissionalizou no Dallas Sidekicks.

## Seleção
Mark Dodd integrou a Seleção Estadunidense de Futebol na Copa Rei Fahd de 1992, na Arábia Saudita.

## Títulos
Estados Unidos
- Copa Rei Fahd de 1992: 3º Lugar